# Fido (cane)

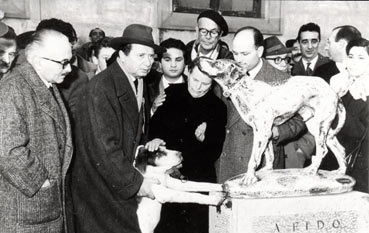
L'inaugurazione del monumento a Fido, alla presenza dello stesso animale

Fido (1941 - Luco di Mugello, 9 giugno 1958) è stato un cane, incrocio di un pointer inglese, vissuto a Luco di Mugello (frazione di Borgo San Lorenzo, in provincia di Firenze), divenuto famoso poiché, dopo la morte del padrone nel 1943, continuò a recarsi per circa quattordici anni, fino alla fine della propria vita, alla fermata dell'autobus, attendendo invano il suo ritorno.

## Storia
Una sera di inverno del 1941 un uomo residente a Luco di Mugello, Carlo Soriani, operaio alle Fornaci Brunori di Borgo San Lorenzo, trovò in un fosso un cucciolo di cane ferito. Ignorando a chi potesse appartenere, Soriani decise di adottarlo, attribuendogli il nome di Fido. Una volta ristabilitosi, il cane si affezionò talmente al suo padrone che ogni mattina lo accompagnava da casa alla piazza centrale di Luco, dove Soriani avrebbe preso la corriera per Borgo San Lorenzo. Fido rientrava quindi all'abitazione di Soriani, ma la sera si ripresentava alla fermata della corriera, attendendo l'arrivo del padrone, con cui poi ripercorreva il tragitto fino a casa.
Il 30 dicembre 1943, in piena guerra, Borgo San Lorenzo fu oggetto di un violento bombardamento alleato: anche le Fornaci Brunori furono colpite e molti operai, tra cui Carlo Soriani, perirono. La sera stessa Fido si presentò come al solito alla fermata della corriera, ma ovviamente non vide scendere il proprio amato padrone. Il fedelissimo animale non si perse d'animo e per i quattordici anni successivi (oltre 5000 volte), fino al giorno della sua morte, si recò quotidianamente alla fermata, nella vana speranza di veder scendere Soriani.
Colpito dalla straordinaria fedeltà di Fido, il sindaco di Borgo San Lorenzo dispose che venisse esentato dalla tassa sul possesso dei cani. Poi gli confermò ufficialmente il diritto di circolare senza museruola (l'animale, essendo inoffensivo, era già da anni "tollerato" dalle autorità locali). Infine, il 9 novembre 1957, gli conferì una medaglia d'oro, alla presenza di molti concittadini e della commossa vedova di Soriani. Nel medesimo anno, il Comune di Borgo San Lorenzo decise di omaggiare Fido con un monumento, collocato nella centrale Piazza Dante, ove si trova tutt'oggi. Nello stesso periodo Fido destò l'interesse mediatico italiano: le riviste Gente e Grand Hotel pubblicarono la storia del cane, che apparve anche in diversi cinegiornali dell'Istituto Luce.
Fido morì il 9 giugno 1958. La notizia fu diffusa al pubblico dal quotidiano fiorentino La Nazione con un titolo a quattro colonne. Il 22 giugno La Domenica del Corriere commemorò Fido con una commovente copertina firmata da Walter Molino, che ritrasse il cane in punto di morte sul ciglio della strada, con la corriera che ogni giorno attendeva sullo sfondo. Per permettergli di ricongiungersi finalmente con il padrone, Fido fu sepolto all'esterno del cimitero comunale di Luco, ove riposavano le spoglie di Carlo Soriani.

## Il monumento

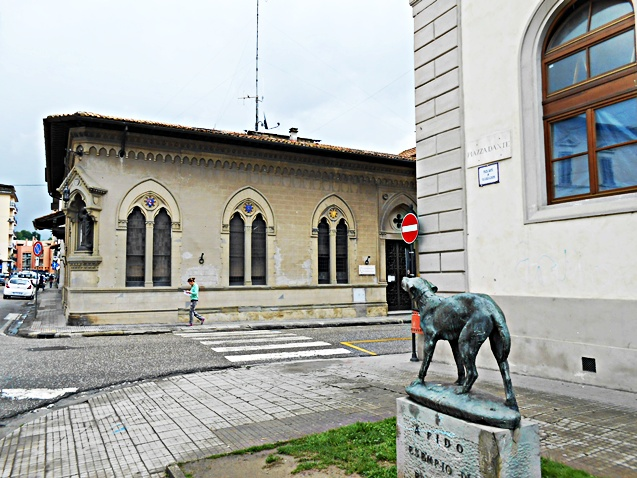
Borgo San Lorenzo, monumento in onore di Fido

Nel 1957 il comune di Borgo San Lorenzo incaricò lo scultore sestese Salvatore Cipolla di realizzare un monumento in onore di Fido, a testimonianza di quell'esemplare storia di amore e fedeltà. L'opera, nota come "Monumento al cane Fido", fu collocata in piazza Dante a Borgo San Lorenzo, accanto al palazzo comunale, ed era costituita da un basamento in pietra, sovrastato da una statua in maiolica raffigurante il cane.
Il monumento venne inaugurato alla presenza dello stesso Fido e della vedova di Carlo Soriani.
Pochi mesi dopo l'inaugurazione, tuttavia, la statua in maiolica venne distrutta nottetempo.
Il Comune decise, allora, di sostituirla con una in bronzo, realizzata nuovamente dallo stesso Cipolla.
Il monumento poggia su un basamento in pietra, su cui campeggia la dedica: "A Fido, esempio di fedeltà".

## Episodi analoghi
Episodi analoghi sono accaduti in Giappone, in Polonia e negli Stati Uniti d'America, dove sono stati eretti monumenti per celebrare la fedeltà, rispettivamente, dei cani Hachikō, Dżok e Shep.